# Bill Quackenbush
Hubert George "Bill" Quackenbush, född 2 mars 1922 i Toronto, Ontario, död 12 september 1999 i Newtown, Pennsylvania, var en kanadensisk professionell ishockeyspelare. Bill Quackenbush representerade Detroit Red Wings och Boston Bruins i NHL åren 1942–1956.
Quackenbush valdes till NHL First All-Star Team tre gånger; 1947–48, 1948–49 och 1950–51. Säsongen 1948–49 tilldelades han även Lady Byng Memorial Trophy efter att han inte dragit på sig en enda utvisning under hela säsongen.

## Statistik
| 1940–41    | Toronto Native Sons   | OHA        | 13  | 4  | 9   | 13  | 0  | —  | — | —  | —  | — |
| 1941–42    | Brantford Lions       | OHA        | 23  | 5  | 29  | 34  | 16 | 7  | 2 | 4  | 6  | 8 |
| 1942–43    | Detroit Red Wings     | NHL        | 10  | 1  | 1   | 2   | 4  | —  | — | —  | —  | — |
| 1942–43    | Indianapolis Capitals | AHL        | 37  | 6  | 13  | 19  | 0  | 7  | 0 | 1  | 1  | 6 |
| 1943–44    | Detroit Red Wings     | NHL        | 43  | 4  | 14  | 18  | 6  | 2  | 1 | 0  | 1  | 0 |
| 1943–44    | Indianapolis Capitals | AHL        | 1   | 1  | 0   | 1   | 0  | —  | — | —  | —  | — |
| 1944–45    | Detroit Red Wings     | NHL        | 50  | 7  | 14  | 21  | 10 | 14 | 0 | 2  | 2  | 2 |
| 1945–46    | Detroit Red Wings     | NHL        | 48  | 11 | 10  | 21  | 6  | 5  | 0 | 1  | 1  | 0 |
| 1946–47    | Detroit Red Wings     | NHL        | 44  | 5  | 17  | 22  | 6  | 5  | 0 | 0  | 0  | 2 |
| 1947–48    | Detroit Red Wings     | NHL        | 58  | 6  | 16  | 22  | 17 | 10 | 0 | 2  | 2  | 0 |
| 1948–49    | Detroit Red Wings     | NHL        | 60  | 6  | 17  | 23  | 0  | 11 | 1 | 1  | 2  | 0 |
| 1949–50    | Boston Bruins         | NHL        | 70  | 8  | 17  | 25  | 4  | —  | — | —  | —  | — |
| 1950–51    | Boston Bruins         | NHL        | 70  | 5  | 24  | 29  | 12 | 6  | 0 | 1  | 1  | 0 |
| 1951–52    | Boston Bruins         | NHL        | 69  | 2  | 17  | 19  | 6  | 7  | 0 | 3  | 3  | 0 |
| 1952–53    | Boston Bruins         | NHL        | 69  | 2  | 16  | 18  | 6  | 11 | 0 | 4  | 4  | 4 |
| 1953–54    | Boston Bruins         | NHL        | 45  | 0  | 17  | 17  | 6  | 4  | 4 | 0  | 0  | 0 |
| 1954–55    | Boston Bruins         | NHL        | 68  | 2  | 20  | 22  | 8  | 5  | 0 | 5  | 0  | 0 |
| 1955–56    | Boston Bruins         | NHL        | 70  | 3  | 22  | 25  | 4  | —  | — | —  | —  | — |
| NHL totalt | NHL totalt            | NHL totalt | 774 | 62 | 222 | 284 | 95 | 80 | 2 | 19 | 21 | 8 |